# 卵菌綱
卵菌門（學名：Oomycota）或卵菌綱（學名：Oomycetes），俗稱水黴 (water mold)，是一種與真菌很相似的真核微生物，属于類真菌原生生物，不具葉綠素，不進行光合作用，需將養分在體外分解後再進行吸收。但根據親緣關係學，兩者（卵菌与真菌）的來源並不相同。
本物種的生物呈絲狀、微細且會吸水，能夠進行有性繁殖和無性繁殖。卵菌綱有腐生和寄生兩類生活方式，均為嗜水的寄生性，是不少植物性瘟疫的元兇，如造成愛爾蘭馬鈴薯飢荒的馬鈴薯晚疫病（致病疫霉 Phytophthora infestans 导致）及橡樹猝死病（Phytophthora ramorum 导致），都是由卵菌綱生物引起的。
卵菌綱生物的菌絲在孢子囊的底部，之間很少有間隔，即使有也很罕見，有些是單細胞，但其他的有絲狀分支。

## 分類
卵菌綱生物大致上可以分為以下六個目：
- 链壶菌目（Lagenidiales）是最原始的分支，部分有絲狀分支，但其他則是單細胞；一般都是寄生。
- 水节霉目（Leptomitales）有加厚的外壁，使連續的細胞體有中隔的外觀。含有幾丁質，並經常進行無性繁殖。
- 囊轴霉目 （Rhipidiales）使用假根去使葉狀體固定在停滯或污染水體的底部。
- 水霉目（Saprolegniales）的分佈最廣泛，多數物種靠分解腐物為生；其他則為寄生。
- 霜霉目（Peronosporales）也主要是腐生或寄生在植物上，有一個aseptate，分支形式。許多最具破壞性的農業病害菌屬於這個目。
- 白锈菌目（Albuginales）被一些作者認為是霜霉目之內的一個科，稱為白锈菌科（Albuginaceae），儘管它本身與本目在系統發生學來看關係不大[2]。

## 外部連結
- Introduction to the Oomycota（页面存档备份，存于） - University of California Museum of Paleontology (UCMP)
- DESCRIPTION OF THE PHYLUM OOMYCOTA[永久] - Systematic Biology
- Genome sequence and analysis of the Irish potato famine pathogen Phytophthora infestans （页面存档备份，存于）